# Daniel Vacek
Daniel Vacek (Praga, 1º aprile 1971) è un ex tennista ceco.

## Biografia
Vacek cominciò a giocare a tennis all'età di undici anni, incoraggiato dal padre, e frequentò la Nick Bollettieri Tennis Academy in Florida. La sua carriera professionale iniziò nel 1990 e in quell'anno, insieme al suo compagno di doppio Vojtěch Flégl, vinse tre titoli. Dopo che ebbe più volte cambiato il suo compagno di doppio, dal 1993 al 1995, giocò insieme a Cyril Suk, suo connazionale, con il quale vinse cinque titoli in doppio. Nel 1994 raggiunse la sua prima finale in singolare a Copenaghen, ma fu sconfitto dal russo Evgenij Kafel'nikov per 6-3, 7-5. Nella sua seconda finale singolare, nel 1995, a Marsiglia, Vacek fu nuovamente sconfitto, questa volta da Boris Becker per 6-7, 6-4, 7-5.
Nel 1996 prese parte ai Giochi olimpici estivi di Atlanta. Nel singolare il ceco perse al secondo turno mentre nel doppio insieme al suo connazionale Jiří Novák raggiunse i quarti di finale.
Pur non riuscendo a vincere nessun titolo nel singolare, il 1996 fu l'anno migliore della sua carriera da solista, poiché ottenne il ventiseiesimo posto nel ranking del tennis mondiale. Nello stesso anno fu il russo Evgenij Kafel'nikov suo compagno di doppio. Vacek ebbe con lui il suo periodo di maggior successo nel tennis. Insieme vinsero otto tornei, comprese due vittorie al Roland Garros, nel 1996 e nel 1997, e una vittoria agli US Open nel 1997.
Come giocatore singolo Vacek raggiunse 5 finali, ma non ne vinse neanche una. Come giocatore di doppio ha vinto un totale di 25 titoli in 40 finali.
Dopo la fine della sua carriera tennistica, nel gennaio 2003 assunse il 75% delle azioni del club calcistico del Football Club Baník Ostrava, militante nella prima divisione ceca, fino al 2009 per poi rivenderle all'uomo d'affari Petera Tomas.

## Vita privata
Daniel Vacek si sposò il 3 dicembre 1998 con Renee, ancora oggi sua moglie. La coppia ha un figlio.

## Statistiche

### Singolare

#### Finali perse (5)
| Legenda                       |
| Grande Slam                   |
| Tennis Masters Cup            |
| ATP Masters Series            |
| ATP International Series Gold |
| ATP International Series      |

| N. | Data             | Torneo                                   | Superficie    | Avversario in finale | Punteggio           |
| 1. | 6 marzo 1994     | Copenaghen Open, Copenaghen              | Sintetico (i) | Evgenij Kafel'nikov  | 3-6, 5-7            |
| 2. | 12 febbraio 1995 | Open 13, Marsiglia                       | Sintetico (i) | Boris Becker         | 7–6(2), 4-6, 5-7    |
| 3. | 12 novembre 1995 | Kremlin Cup, Mosca                       | Sintetico (i) | Carl-Uwe Steeb       | 6(5)–7, 6-3, 6(6)–7 |
| 4. | 9 marzo 1997     | ATP Rotterdam, Rotterdam                 | Sintetico (i) | Richard Krajicek     | 6(4)–7, 6(5)–7      |
| 5. | 3 ottobre 1999   | Grand Prix de Tennis de Toulouse, Tolosa | Cemento       | Nicolas Escudé       | 5-7, 1-6            |

### Doppio

#### Vittorie (25)
| Legenda                           |
| Grande Slam (3)                   |
| Tennis Masters Cup (0)            |
| ATP Masters Series (1)            |
| ATP International Series Gold (5) |
| ATP International Series (16)     |

| Titoli per superficie |
| Cemento (10)          |
| Erba (0)              |
| Terra rossa (10)      |
| Sintetico (5)         |

| N.  | Data              | Torneo                                     | Superficie    | Compagno            | Avversari in finale                | Punteggio         |
| 1.  | 20 maggio 1990    | Croatia Open Umag, Umago                   | Terra rossa   | Vojtěch Flégl       | Andrej Čerkasov Andrej Ol'chovskij | 6–4, 6–4          |
| 2.  | 12 agosto 1990    | ATP Praga, Praga (1)                       | Terra rossa   | Vojtěch Flégl       | George Cosac Florin Segărceanu     | 5–7, 6–4, 6–3     |
| 3.  | 26 agosto 1990    | Open di San Marino, San Marino             | Terra rossa   | Vojtěch Flégl       | Jordi Burillo Marcos Górriz        | 6–1, 4–6, 7–6     |
| 4.  | 22 agosto 1993    | ATP Volvo International, New Haven         | Cemento       | Cyril Suk           | Steve DeVries David Macpherson     | 7–5, 6–4          |
| 5.  | 6 febbraio 1994   | Open 13, Marsiglia                         | Sintetico     | Jan Siemerink       | Martin Damm Evgenij Kafel'nikov    | 6–7, 6–4, 6–1     |
| 6.  | 9 ottobre 1994    | Grand Prix de Tennis de Toulouse, Tolosa   | Cemento (i)   | Menno Oosting       | Patrick McEnroe Jared Palmer       | 7–6, 6–7, 6–3     |
| 7.  | 23 aprile 1995    | ATP Nizza, Nizza                           | Terra rossa   | Cyril Suk           | Luke Jensen David Wheaton          | 3–6, 7–6, 7–6     |
| 8.  | 21 maggio 1995    | Internazionali d'Italia, Roma              | Clay          | Cyril Suk           | Jan Apell Jonas Björkman           | 6–3, 6–4          |
| 9.  | 27 agosto 1995    | Pilot Pen Tennis, Long Island              | Cemento       | Cyril Suk           | Rick Leach Scott Melville          | 5–7, 7–6, 7–6     |
| 10. | 1º ottobre 1995   | Swiss Indoors, Basilea (1)                 | Cemento (i)   | Cyril Suk           | Mark Keil Peter Nyborg             | 3–6, 6–3, 6–3     |
| 11. | 4 maggio 1996     | ATP Praga, Praga (2)                       | Terra rossa   | Evgenij Kafel'nikov | Luis Lobo Javier Sánchez           | 6–3, 6–7, 6–3     |
| 12. | 9 giugno 1996     | Roland Garros, Parigi (1)                  | Terra battuta | Evgenij Kafel'nikov | Jakob Hlasek Guy Forget            | 6–2, 6–3          |
| 13. | 29 settembre 1996 | Swiss Indoors, Basilea (2)                 | Cemento (i)   | Evgenij Kafel'nikov | David Adams Menno Oosting          | 6–3, 6–4          |
| 14. | 13 ottobre 1996   | Vienna Open, Vienna (1)                    | Sintetico     | Evgenij Kafel'nikov | Pavel Vízner Menno Oosting         | 7–6, 6–4          |
| 15. | 13 aprile 1997    | Hong Kong Open, Hong Kong                  | Cemento       | Martin Damm         | Karsten Braasch Jeff Tarango       | 6–3, 6–4          |
| 16. | 20 aprile 1997    | Japan Open Tennis Championships, Tokyo (1) | Cemento       | Martin Damm         | Justin Gimelstob Patrick Rafter    | 2–6, 6–2, 7–6     |
| 17. | 8 giugno 1997     | Roland Garros, Parigi (2)                  | Terra battuta | Evgenij Kafel'nikov | Todd Woodbridge Mark Woodforde     | 7–6(12), 4–6, 6–3 |
| 18. | 13 luglio 1997    | Allianz Suisse Open Gstaad, Gstaad         | Terra rossa   | Evgenij Kafel'nikov | Trevor Kronemann David Macpherson  | 4–6, 7–6, 6–3     |
| 19. | 7 settembre 1997  | US Open, New York                          | Cemento       | Evgenij Kafel'nikov | Jonas Björkman Nicklas Kulti       | 7–6, 6–3          |
| 20. | 18 ottobre 1998   | Vienna Open, Vienna (2)                    | Sintetico     | Evgenij Kafel'nikov | David Adams John-Laffnie de Jager  | 7–5, 6–3          |
| 21. | 17 gennaio 1999   | Heineken Open, Auckland                    | Cemento       | Jeff Tarango        | Jiří Novák David Rikl              | 7–5, 7–5          |
| 22. | 14 febbraio 1999  | St. Petersburg Open, San Pietroburgo       | Sintetico     | Jeff Tarango        | Menno Oosting Andrei Pavel         | 3–6, 6–3, 7–5     |
| 23. | 18 aprile 1999    | Japan Open Tennis Championships, Tokyo (2) | Cemento       | Jeff Tarango        | Wayne Black Brian MacPhie          | 4–3, RET.         |
| 24. | 14 novembre 1999  | Kremlin Cup, Mosca                         | Sintetico     | Justin Gimelstob    | Andrij Medvedjev Marat Safin       | 6–2, 6–1          |
| 25. | 28 aprile 2002    | Open Seat, Barcellona                      | Terra rossa   | Michael Hill        | Lucas Arnold Ker Gastón Etlis      | 6–4, 6–4          |

#### Finali perse (15)
| N.  | Data              | Torneo                               | Superficie    | Compagno            | Avversari in finale             | Punteggio     |
| 1.  | 11 agosto 1991    | ATP Praga, Praga                     | Terra rossa   | Libor Pimek         | Vojtěch Flégl Cyril Suk         | 4-6, 2-6      |
| 2.  | 13 ottobre 1991   | Berlin Open, Berlino                 | Sintetico (i) | Jan Siemerink       | Petr Korda Karel Nováček        | 6-3, 5-7, 5-7 |
| 3.  | 5 gennaio 1992    | Wellington Classic, Wellington       | Cemento       | Michiel Schapers    | Jared Palmer Jonathan Stark     | 3-6, 3-6      |
| 4.  | 1993              | Copenaghen Open, Copenaghen          | Sintetico (i) | Martin Damm         | David Adams Andrej Ol'chovskij  | 3-6, 6-3, 3-6 |
| 5.  | 24 aprile 1994    | Monte Carlo Masters, Monte Carlo     | Terra rossa   | Evgenij Kafel'nikov | Nicklas Kulti Magnus Larsson    | 6-3, 6-7, 4-6 |
| 6.  | 10 luglio 1994    | Allianz Suisse Open Gstaad, Gstaad   | Terra rossa   | Menno Oosting       | Sergio Casal Emilio Sánchez     | 6-7, 4-6      |
| 7.  | 26 febbraio 1995  | Eurocard Open, Stoccarda             | Sintetico (i) | Cyril Suk           | Grant Connell Patrick Galbraith | 2-6, 2-6      |
| 8.  | 17 settembre 1995 | BCR Open Romania, Bucarest           | Terra rossa   | Cyril Suk           | Mark Keil Jeff Tarango          | 4-6, 6-7      |
| 9.  | 29 ottobre 1995   | Eurocard Open, Essen                 | Sintetico (i) | Cyril Suk           | Jacco Eltingh Paul Haarhuis     | 5-7, 4-6      |
| 10. | 23 giugno 1996    | Halle Open, Halle                    | Erba          | Evgenij Kafel'nikov | Byron Black Grant Connell       | 1-6, 5-7      |
| 11. | 3 novembre 1996   | Paris Masters, Parigi                | Sintetico (i) | Evgenij Kafel'nikov | Jacco Eltingh Paul Haarhuis     | 4-6, 6-4, 6-7 |
| 12. | 30 marzo 1997     | St. Petersburg Open, San Pietroburgo | Sintetico (i) | David Prinosil      | Andrej Ol'chovskij Brett Steven | 4-6, 3-6      |
| 13. | 1º marzo 1998     | Guardian Direct Cup, Londra          | Sintetico (i) | Evgenij Kafel'nikov | Martin Damm Jim Grabb           | 4-6, 5-7      |
| 14. | 2 agosto 1998     | Countrywide Classic, Los Angeles     | Cemento       | Jeff Tarango        | Patrick Rafter Sandon Stolle    | 4-6, 4-6      |
| 15. | 15 novembre 1998  | Kremlin Cup, Mosca                   | Sintetico (i) | Evgenij Kafel'nikov | Jared Palmer Jeff Tarango       | 4-6, 7-6, 2-6 |